# 좋은걸 어떡해 (2000년 드라마)
《좋은걸 어떡해》는 2000년 5월 1일부터 2001년 2월 2일까지 방영된 한국방송공사 1TV 일일연속극이다.

## 기획 의도
아줌마라 불리는 장년 여성들의 삶을 그린 드라마

## 방송 시간
| 방송 채널 | 방송 기간                                        | 방송 시간                     | 방송 분량 |
| --------- | ------------------------------------------------ | ----------------------------- | --------- |
| KBS 1TV   | 2000년 5월 1일 ~ 2001년 2월 2일 [1회~190회] (본) | 매주 평일 저녁 8:25 ~ 밤 9:00 | 35분      |

## 줄거리
유일하게 대학을 들어가면서 연락이 뜸했던 오갑진이 고향 동창들과 만나게 되면서 드라마는 시작된다. 돈 많고 푼수인, 그리고 두 딸을 둔 중졸의 박순자. 사업에 자꾸 실패하는 남편은 있으나 자식이 없는 고졸의 여상숙. 백화점 전무인 남편과 잘 키운 아들 셋이 재산인 여남숙. 그리고 평범한 동사무소 동장인 남편을 둔 오갑진. 이렇게 이들의 이야기가 주축이 되는데….
넷은 오랜만의 뭉침을 제주도 여행으로 확대시키면서 앞으로의 자주 만남을 약속한다. 전에도 소식은 듣고있었지만 이렇게 확실한 만남으로 이어지기는 이번이 처음이었던 것이다. 헌데, 그렇게 네 명 동창의 만남이 잦아지고 돈 많은 박순자는 아들만 셋을 둔 여남숙에게 지나친 관심을 갖는다. 그러기에 여남숙의 언니이자 자신의 동창인 여상숙에게 지나친 선물전략이 퍼부어지는데…. 그러다 박순자는 노골적으로 여남숙의 큰아들과 자신의 둘째딸을 연결시키기 위해 결혼 작전에 들어간다. 큰아들인줄 알고 선을 뵈 준 자신의 딸이 정작 만나고 온 것은 여남숙의 둘째 아들. 시시한 만화가로만 알고 있는 둘째 아들과 선을 본 박순자의 딸은 처음에는 싫어했지만 점점 태수(둘째 아들)에게 빠져 결혼을 강행하려 하는 것이다.
한편, 박수경은 같은 병원에서 근무하는 강장수와 점점 마음이 통해간다. 전 남편 김석진과 강장수 그리고 박수경은 이미 오래 전 같은 대학, 같은 서클의 멤버로서 잘 아는 사이들이었다. 그런 대학 시절, 강장수와 박수경은 사랑의 감정을 조금씩 느끼기 시작하려는데…. 너무도 적극적이고 낭만적인 김석진의 사랑에 넘어간 박수경은 김석진과 결혼을 하게 된다. 박수경과 김석진, 강장수는 좋은 인연으로 계속 같은 병원에서 근무하게 되고 멀리서 좋아한다는 말 한마디 제대로 못해본 강장수는 그래도 박수경을 좋아했던 마음을 고이 간직한 채 살아온 것이다. 그렇게 시간은 흘러 박수경은 어떤 이유에서인지, 밝히지 못하고 이혼을 하게 된다.
강장수는 예전처럼 박수경과는 허물없는 편한 친구처럼 잘 지낸다. 박수경의 밝고 잘 웃는 성격에 그녀의 내면에 자리한 아픔을 강장수도 눈치채지는 못한다. 그렇게 이혼을 한 김석진이지만 그 또한 박수경을 잊을 수 없다. 계속 그녀의 주위를 맴도는 김석진은 강장수와 박수경이 서서히 가까워지고 있다는 사실을 알아차리고는 더욱 깊은 미련을 갖게 된다. 그런 미련은 결국 '결혼 생활 중에도 박수경의 마음이 강장수에게 가있었던 것은 아닌지'하는 깊은 오해까지 만들어낸다. 그러던 중 강장수는 박수경의 밝은 성격 뒤에 숨어있던 이혼 사유와 그 아픔을 알게 되면서 자신의 사랑을 더욱 깊게 확인한다.
당당하게 결혼을 결심하는 강장수. 한편, 여남숙은 오갑진 앞에서 '여자의 이혼은 나쁜 것이 아니다. 이혼한 여자가 뭐 어떠냐? '라는 내용부터 시작해서 현대적인 시어머니 상을 보여주는데 막상 자신의 며느리가 되는 것은 싫은 여남숙. 그러던 어느날 여남숙의 둘째 결혼이 임박해지자 큰아들 또한 결혼하고 싶은 여자가 있다고 하면서 큰며느리 감을 데리고 오는데 그것이 바로 이혼한 여자인 것이다. 자신의 큰며느리 감이 이혼녀라니? 말도 안 되는 여남숙. 그러나 더욱 놀랄 일은 바로 오갑진의, 잘 살고 있다고 들은 그녀의 딸이라니?

## 등장 인물

### 오갑진의 가족
- 박정수 : 오갑진 역

50대 중반. 넉넉하지 않은 살림으로도 알뜰하게 잘 꾸려나가는 전형적인 주부 상으로 현모양처다. 현재 남편은 동사무소 서기로 시작해서 동장이 된 상태. 효자인 남편과 함께 혼자된 시어머니를 모시고 있다. 오갑진은 시어머니에게 하느라고는 하지만, 시어머니인 이진진 여사 입장에서는 때로 매끄럽게 넘어가지지 않을 때가 있다.(딸만 둘 낳은 며느리이기에) 그러나 큰딸이 최고 대학 약학과를 졸업하고 자랑스러운 약사가 되자 오갑진은 많은 위안을 받는다. 그 딸의 이혼으로 또 다른 마음 고생이 시작되기는 하지만 과거, 고향 동창들과는 달리 혼자 대학을 진학했었다. 따라서 그 이후로 고향 동창들과는 연락이 뜸해졌었는데 중년이 된 지금 그 동창들을 다시 만나게 된다.
- 연규진 : 박기준 역

50대 후반. 오갑진의 남편. 동사무소 서기로 시작해서 현재는 동장이다. 좋은 남편이기 전에 효자인 박기준. 그러기에 부인보다 어머니가 늘 우선이다. 따라서 이 점이 오갑진을 섭섭하게 할 때도 있다. 일터를 가정처럼, 동료들을 가족처럼 잘 이끌어 가는 소박하고 성실한 아버지상이다. 뭐든 꾸준하고 성실하게 가꾸어 가는 형. 그러기에 동사무소 분위기도 가족처럼 잘 이끌어나가고 있다.
- 정선경 : 박수경 역

오갑진의 큰딸. 잘 웃고, 동료들과도 잘 어울리는 밝은 성격이다. 또한 다른 사람을 배려할 줄도 알고, 타인의 아픔을 잘 감싸주기도 하지만 정작 자신의 아픔은 잘 드러내지 안는다. 이혼에 대한 아픔을 가지고 있으면서도 내색하지 않는 밝고 명랑한 성격이다. 똑똑하고 아무지게 공부해서 최고 대학 약학과를 졸업했다. 김석진, 강장수 등과는 같은 대학, 같은 서클에서 만난 사이로, 같은 대학병원에서까지 근무하게 된 오랜 사이들이다. 과거, 박수경은 신중한 성격의 강장수와 연애감정이 싹트기 시작하려던 순간, 적극적인 김석진의 사랑에 넘어가 결혼을 했었다. 그러나 지금은 이혼녀. 그동안 고이 간직하고만 있었던 장주의 사랑을 확인하고는 수경도 혼돈스러워 하는데….
- 박세원 : 박수진 역

고 3. 오갑진의 막내 딸. 늦게 본 자식이기에 아들이기를 바랬지만 또 딸로 태어난 박수진. 집에서는 동생 노릇 잘하고, 딸 노릇 잘하는, 손녀 노릇도 귀엽게 잘 해내는 공부는 언니처럼 못했지만서도 착하고 귀여운 딸이다.
- 홍학표 : 김석진 역

30대. 박수경의 전남편. 부유한 가정에서 성장하였다. 때로는 낭만적이고, 때로는 적극적인 성격이지만, 때로는 불같은 성격으로 이성보다는 감정이 앞서는 형이기도 하다. 사춘기 시절, 어머니의 불륜에 상처를 받았고, 냉정한 아버지 밑에서 자랐다. 스스로도 생각 못했던 의처증에 놀라, 수경에게 먼저 이혼을 제안한다. 이혼 후, 일년 계획으로 교환 교수로 가지만 수경을 잊지 못해 귀국한다. 그러다 강장수와 박수경의 사이가 점점 가까워지자 더욱 떠나지 못하고, 깊어지는 미련에 훼방꾼 노릇을 한다. 강장수와는 의대 동창으로 좋은 동료 사이였다.
- 여운계 : 이진진 역

박수경의 친할머니. 콩나물 꼬리 하나라도 안 버리는 알뜰형. 오갑진이 아들을 낳지 못한 것이 못내 아쉽지만, 그래도 며느리로서의 애정은 내면에 가지고 있다. 수경의 사고로 인해 충격을 받고 정신을 놓게 된다.

### 박순자의 가족
- 양희경 : 박순자 역

50대 중반. 말 많은 푼수형. 그러나 때로는 낯선 사람 앞에서 우아하고 싶어하는 내숭도 가지고 있다. 돈은 많으나, 혼자 된지 이미 오래다. 큰 제과점과 그 제과점을 포함한 건물을 운영하고 있다. 중학교까지만 졸업을 했기에, 동창들 사이에서는 늘 학벌에 대한 콤플렉스를 가지고 있다. 자녀로는 딸 만 둘. 장미순, 장미주. 연애 결혼한 큰딸이 그저 그런 사윗감과 결혼을 했다고 생각하는 박순자. 그러기에 둘째딸에게 거는 기대는 매우 크다. 부러움을 한 몸에 받을 수 있는, 자랑할 수 있는 사윗감을 고르기 위해 무던히 애를 쓴다.
- 송채환 : 장미순 역

박순자의 큰딸. 엄마와의 관계에서는 둘도 없는 수다 단짝이다. 엄마, 박순자에게 있어서는, 둘째만큼 큰 기대주는 아니지만 그래도 엄마 옆에서 일을 도와주고 있다. 남편과 함께, 엄마의 제과점을 운영 중. 연애결혼으로 만난 남편은 박순자의 기대에 못 미치는 사윗감이기에 발생하는 애로점도 많다. 김한돌이라는 아들을 하나 두고 있다. 동생, 장미주보다 약지 못하지만 그래도 큰 일에 있어서는 나름대로 큰딸로서의 역할은 잘 해내고 있다.
- 이민영 : 장미주 역

박순자의 둘째 딸. 후기 영문과를 졸업. 박순자는 장미주의 영어 실력을 탄탄하게 믿고 자랑하지만 실제 장미주는 회화 한마디 못한다. 언니, 장미순과는 다르게, 타고난 여우. 어른들 앞에서는 살살 녹는 솜사탕 같은 며느리 감이고, 동서지간에는 눈치를 봐서 상황파악을 잘하는 전략가.장미주는 박순자의 기대주. 그러기에 박순자는 둘째 장미주의 신랑감을 너무나도 신중하게 선별한다. 박순자는 딸 장미주를 여남숙의 큰아들에게 소개해주려 한다. 그러나 의도와는 상관없이 오차가 발생하고, 결국 장미주는 둘째 아들과 선을 보게 된다. 장미주는 처음에는 둘째 아들을 보고 시시하게 생각하나... 둘째 태수의 적극적인 애정공략에 결국은 넘어가 결혼을 하게 된다. 장미주도 결혼만큼은 박순자의 그 원대한 기대에는 못 미치는데….
- 주용만 : 김석풍 역

30대 중반. 박순자의 큰딸, 장미순의 남편. 데릴사위. 빵을 기가 막히게 잘 만든다. 현재는 박순자의 빵집을 장미순과 함께 경영하고 있다. 박순자의 기대에 못 미치는 사윗감이기에 기를 못 피기도 하지만, 나름대로 부인 말 잘 듣고, 일 열심히 하는 소박한 형. 빵 만드는 것에도 큰 자부심을 갖고.. 열심히 한다. 부인이 아프면 뭐든 다 해주는 애처가 남편. 그런 면이 때로는 박순자 눈에 능력 없는 신랑감으로 보여지기도 한다.
- 김태홍 : 김한돌 역

장미순과 김석풍 사이에서 태어난, 귀여운 아들. 현재 초등학교 3학년의 재롱둥이.

### 여상숙의 가족
- 윤미라 : 여상숙 역

50대 중반. 남편의 비유를 잘 맞추기도 하고, 또 애교를 부릴 상황이면 하염없이 애교를 부리는 형이다. 동창들 사이에서도 자신이 필요하다 생각하면 아부도 잘하고, 아니다 싶으면 잘 돌아서기도 한다. 여상숙은 고등학교까지는 졸업을 했기에 박순자처럼 학벌에 대한 콤플렉스는 가지고 있지 않지만, 아이를 아직도 낳지 못해 자녀가 없다. 그러기에 남편이 여자아이를 입양해오자 '혹시 숨겨둔 아이가 아닌가?'하는 의심을 갖게 된다. 동생 여남숙의 아들 셋을 자신의 아들인 냥 생각하는 맘 좋은 이모의 역할도 하나, 때로는 그런 훌륭한 사윗감들을 미끼로 박순자 앞에서 당당하게 군림하기도 한다. 여상숙은 돈 때문에 동생 여남숙 앞에서 때로는 기죽어 살기도 한다. 여상숙은 드라마 진행되면서, 남편이 사고를 치어, 동생 여남숙의 집에 더부살이로 얹혀 살 위기도 처하지만, 나름대로 꾀가 발달해서 박순자의 집에 얹혀 살 것인가, 동생 여남숙의 집에 얹혀 살 것인가를 재기도 한다. 기죽은 티를 내지 않고 당당한 척 하는 자존심도 가지고 있다.
- 김용건 : 김창대 역

50대 후반. 여상숙의 남편. 온갖 신문은 다 보면서 시사와 유행에 민감한 실속 없는 형. 이것저것 유행에 따라 안 해보는 것이 없다. (예, 실내포차, DDR방, PC방 등등) 부인 여상숙의 애교떠는 맛에 살지만, 그래도 자식이 없어서 허전하다. 또한 뭔가 크게 잘 할 수 있을 듯한 허풍에 자꾸 집안 돈을 말아먹는다. 그러면서도 부인 여상숙 앞에서는 남자다움을 내세우는 형. 큰 포부는 있으나 내실이 부족한 형이다. 태수와 특히 친하다.

### 여남숙의 가족
- 김자옥 : 여남숙 역

50대 초반. 여상숙의 동생. 중산층의 전형적인 주부로서, 자식들한테는 엄격한 엄마다. 신세대 적, 개방적인 사고를 가지고 있기는 하지만, 자기의 일로 가족, 자식들 문제에서는 다소 이기적인 면도 있다. 내 것을 먼저 챙길 줄 아는 형. 유명 법대 나온 남편은 현재 백화점 전무로 일을 하고 있다. 언니와 마찬가지로 고등학교까지만 졸업을 했어도, 현재 큰 콤플렉스 없이 평범하게 잘 살고 있다. 자녀로는 아들만 셋을 두고 있다. 강장수, 강태수, 강민수 . 여남숙은 때로는 동창들 앞에서, 여자의 이혼 등에 대해서도 긍정적으로 평가를 하기도 하는 신세대적 감각을 가지고 있다. 그러나 자신의 며느리 감이 이혼녀일 수도 있다는 사실을 잊은 채….
- 주현 : 강치성 역

50대 후반. 여남숙의 남편. 장남에게는 유난히 엄격한 아버지. 법대 재학시절 청년 가장으로 가족을 부양하느라 사법고시를 포기했다. 둘째나 막내에게는 비교적 쉽게 모든 것을 들어주면서도, 큰아들만큼은 만만히 키우지 않는다. 장남 장수에게 거는 기대가 크기 때문이다. 꼼꼼하고, 일 처리 잘하는 사회에서는 훌륭한 직업인. 그러나 집에서는 어찌 보면 무관심한 남편처럼 보이기도 한다. 집안 일은 부인 여남숙에게 믿고 맏기지만, 장남에 관해서는 유달리 기대가 크고 일종의 대리 만족 욕구가 있다. 현재 백화점 전무로 일하고 있다.
- 정보석 : 강장수 역

여남숙의 큰아들. 똑똑하면서도 신중한 성격의 소유자. 엄격한 아버지 앞에서는 늘 복종한다. 한국 최고 간암전문의 손지철의 수석제자. 연구를 이어나갈 촉망받는 유망주다. 올 봄 전문의가 되었다. 박수경과는 같은 대학, 같은 서클에서 만난 사이이고, 같은 병원에 근무했었다.사랑의 감정을 고이 간직해 온 강장수는 이혼한 박수경을 많이 감싸준다. 그러다 어느 날 수경의 아픔(이혼을 하게 된 이유)을 이해하게 되고, 그녀와의 결혼을 결심하지만 쉽지가 않다. 헤쳐나갈 장벽이 너무도 많은 것이다.
- 구본승 : 강태수 역

여남숙의 둘째 아들. 밝은 성격으로 집안 분위기를 유쾌하게 이끌어나가는 분위기 메이커.속은 지성과 멋있는 카리스마를 가지고 있지만 겉으로는 만만한 둘째 아들로 보이는 외유내강형이다. 촉망받는 시사만화가. 자신의 개성을 살려, 하루도 빠짐없이 신문사에 시사만화를 싣고 있다. 강장수의 맛선 자리에 자신이 대신 나가게 되는 어처구니없는 상황에서 장미주를 만나게 되고 둘은 결국 결혼까지 진행된다. 그런 태수에게는 선생님 이상으로 따라 다니는 문하생 은방울이 있다.
- 이정진 : 강민수 역

25세. 여남숙의 막내 아들. 일반대학 보통의 기계공학과를 재학중. 특히, 자동차에 애정과 관심이 많다. 현재는 군복무 중으로 제대를 앞두고 있다. 집안의 반대에도 굴하지 않고 소신껏 자신의 일을 밀고 나간다. 책상에 앉아 근무하는 하이컬러이기보다는 현장에서 직접 기술을 다루는... 전문인이 되고 싶어한다. 그것을 기반으로 훗날, 벤처기업을 창업하겠다 한다.
- 우희진 : 은방울 역 - 태수의 시사 만화 문하생

23세. 태수의 시사 만화 문하생. 때로는 많은 일 때문에 태수의 집에서 숙식을 해결하기도 한다. 그러면서 태수를 당당하게 짝사랑한다. 태수의 그냥 툭 나온 말 한마디에도 상처받고, 혼자 부풀려서 상상하는 귀여운 상상가. 그러면서도 혼자 훌쩍 훌쩍 잘 우는 감수성 예민한 소녀다.

### 그 외 인물
- 한인수 : 손지철 역

50대. 장수와 석진이 일하는 병원의 내과 과장(박사, 간암 전문의)이자 두 사람의 스승. 슬하 1남 1녀를 둔, 아내를 사별한 홀아비이다. 석진을 가르쳤던 인연으로 수경과 석진의 결혼식 주례를 보았다. 허리를 다쳐 병원을 찾은 순자와 처음 만나게 된다. 부담스러울 정도로 적극적인 순자의 애정 공세에 사랑에 빠져 재혼에 성공한다.
- 양재성
- 경인선
- 이칸희
- 강경헌
- 강우경
- 구자미
- 박상욱
- 서윤재
- 김서형
- 박현정
- 민영

## 시청률과 연장
- 30% 이상의 시청률로 인기를 끌었으며[1] 2000년 10월 말에 종영 예정이었으나 2001년 2월 2일까지 연장하였다.[2]
- 이야기가 지지부진해지자 막판에는 12월에는 20%대로 시청률이 떨어졌고, 급기야 동시간대 MBC <온달 왕자들>에 역전당했다.[3]

## 수상
- 2000년 KBS 연기대상 여자 최우수 연기상 김자옥
- 2000년 KBS 연기대상 여자 우수 연기상 정선경
- 2000년 KBS 연기대상 남자 조연상 홍학표
- 2000년 KBS 연기대상 여자 조연상 양희경
- 2000년 KBS 연기대상 공로상 여운계
- 2000년 KBS 연기대상 작가상 최윤정

## 참고 사항
- 당초 <사랑 1번지>, <러브 닷컴>, <여우사이>(여기에 우리의 사랑이 있다) 등이 거론됐으나, 담당 PD 김용규는 제주도 촬영 현장에서 담당 CP 김현준에게 "어감도 더 밝고 좋은 '좋은걸 어떡해'가 좋다"라 전화를 하여 <좋은걸 어떡해>로 결정됐다.[4]
- 이혼하고 곧바로 남편 친구와 재혼하고 또 임신까지 했다는 상황, 16주가 넘은 아이가 유산되는 상황, 여주인공이 이혼한 후에도 전 남편에게 뺨을 맞는 장면 등[1] "드라마 구성상 당초 말하고자 했던 ‘참 사랑’ 부분이 덜 그려졌다"는 비판이 있었다.
- 남성은 인격자로 그려진 반면, 여성은 독한 시어머니, 푼수 전업주부 등으로 그리며 "집안일, 회사일 모두 열심히 해야 남자에게 인정받을 수 있다"고 표현하여 비난을 받았다.[5]
- 중앙 일간지 및 통신사 방송담당기자들이 뽑은 올해의 최악의 프로그램에 선정[6]되었으나, 작가 최윤정이 KBS 연기대상에서 작가상을 받자 논란이 되었다.[7]
- 김석풍 역의 주용만은 <아씨>에서 아씨의 시아버지 역으로 나온 주선태[8]의 아들이다.
- 극중 주현의 손윗동서로 나온 김용건은 실제로 주현보다 나이가 어리며, 두 사람은 1998년 KBS 1TV 일일극 <살다보면>에서 장인-사위 관계[9]로 나온 적이 있다.
- 극중 장미주 역의 이민영과 은방울 역의 우희진은 명성여자고등학교 동창이다.[10]
- 담당 PD 김용규는 <좋은걸 어떡해>에 앞서 2000년 7월 방영될 예정이었던 한중합작드라마 <무명천자>의 연출자였으나 제작이 무산되어 <좋은걸 어떡해> 연출을 맡게 되었다.